# Balkåkratrommen
Balkåkratrommen er en metalskive fra ældre bronzealder, som sandsynligvis har været brugt i forbindelse med soldyrkelse. Trommen kaldes en soltromme, og den er fundet i en mose ved Balkåkra i Ystad kommune, Skåne år 1847. Den er dateret til at være fra år 1500 f.Kr.
Dens overside er dekoreret med trekanter i et strålemønster.
Den har været ophængt som en gongon. 
En tilsvarende soltromme kendes fra Ungarn.